# 향미 (쌀)

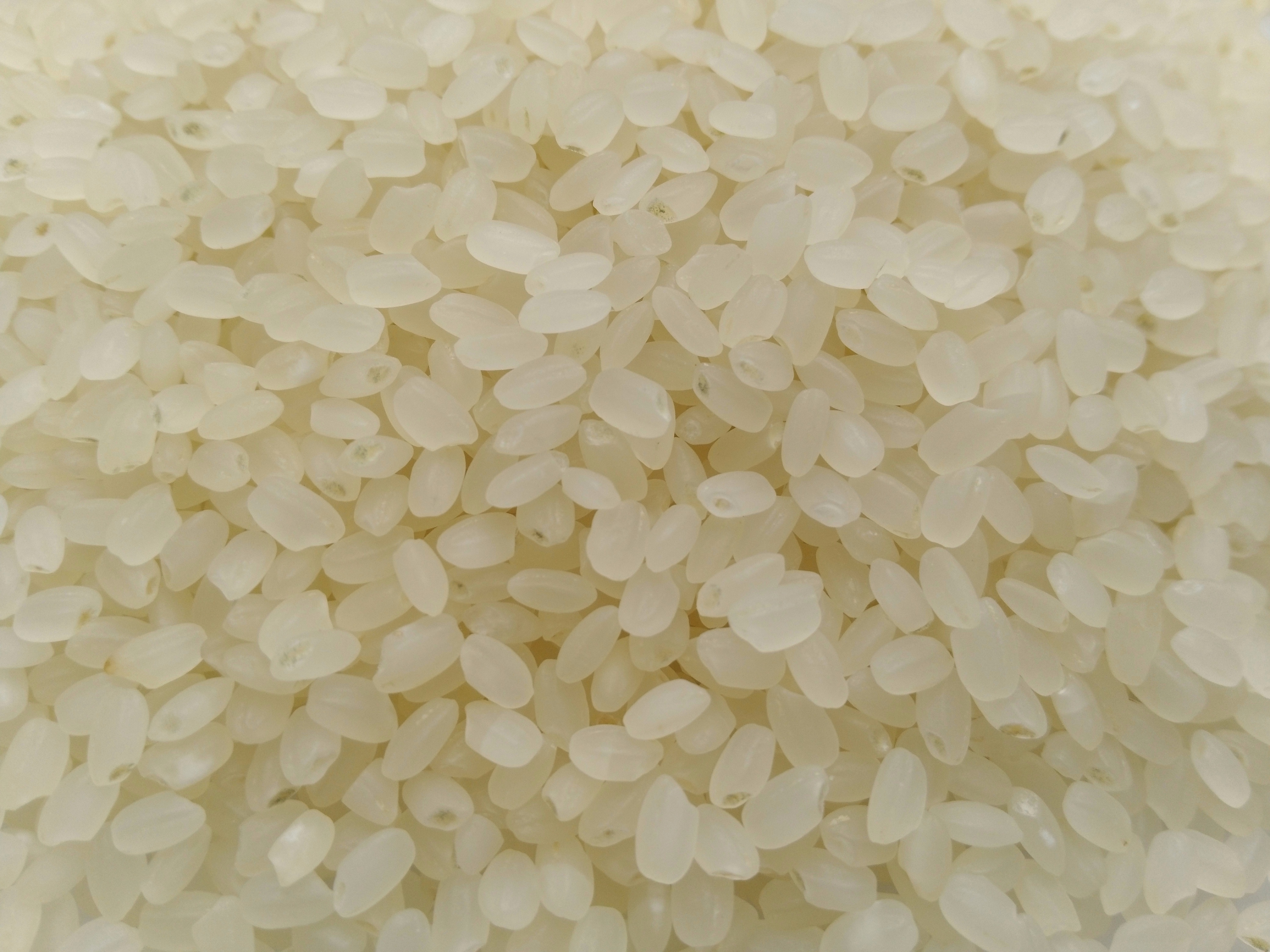
향미

향미(香米, 영어: aromatic rice)는 고소한 향기와 맛을 지닌 쌀이다. 남아시아의 바스마티와 동남아시아의 재스민쌀이 대표적이다. 한국의 향미 품종으로는 골든퀸과 설향찹쌀 등이 있다.